# دو باكستر
دو باكستر (بالإنجليزية: Dow Baxter) هو أخصائي فطريات أمريكي، ولد في 16 يناير 1895، وتوفي في 31 ديسمبر 1965.